# Дорота Урбаняк
Дорота Урбаняк (англ. Dorota Urbaniak, 6 травня 1972) — канадська академічна веслувальниця.
Бронзова призерка Олімпійських Ігор 2000 року в складі вісімки.
Срібна призерка Чемпіонату світу 1997 року в складі вісімки, бронзова призерка 1998, 1999 років у складі вісімки.